# بيت حنينا
بيت حنينا بلدة فلسطينية تقع في شمال مدينة القدس على الطريق المؤدي إلى رام الله، على بعد ثمانية كيلومترات من شمال وسط القدس، وترتفع 780 مترا عن سطح البحر.
تنقسم بيت حنينا بسبب الجدار الفصل العنصري الموجود في الضفة الغربية إلى بيت حنينا الجديدة، والتي تقع داخل بلدية القدس الإسرائيلية، وتشمل الغالبية العظمى من المنطقة المبنية، وبيت حنينا التاريخية الواقعة خارج البلدية. ويبلغ إجمالي مساحة بيت حنينا 16.3 كم² (6.3 ميلا مربعا) أو 16284 دونما، وتقدر مساحة المنطقة المبنية فيها بحوالي 2775 دونم.
في عام 2007، بلغ عدد سكان بلدة بيت حنينا أكثر من 27 ألف نسمة، منهم 26762 في البلدة الجديدة و1072 في ظل الإدارة الفلسطينية.

## أصل التسمية
اسم القرية يوحي بأنه بيت لشخص يسمى حنينا، ويقول بعض العلماء أن «حنينا» مشتق من الآشورية «هان نينا» وهو ما يعني «الذي يستحق الحنان والشفقة». ويمكن أيضا أن تستمد من كلمة هانا معنى «المخيم».

## تقسيمها

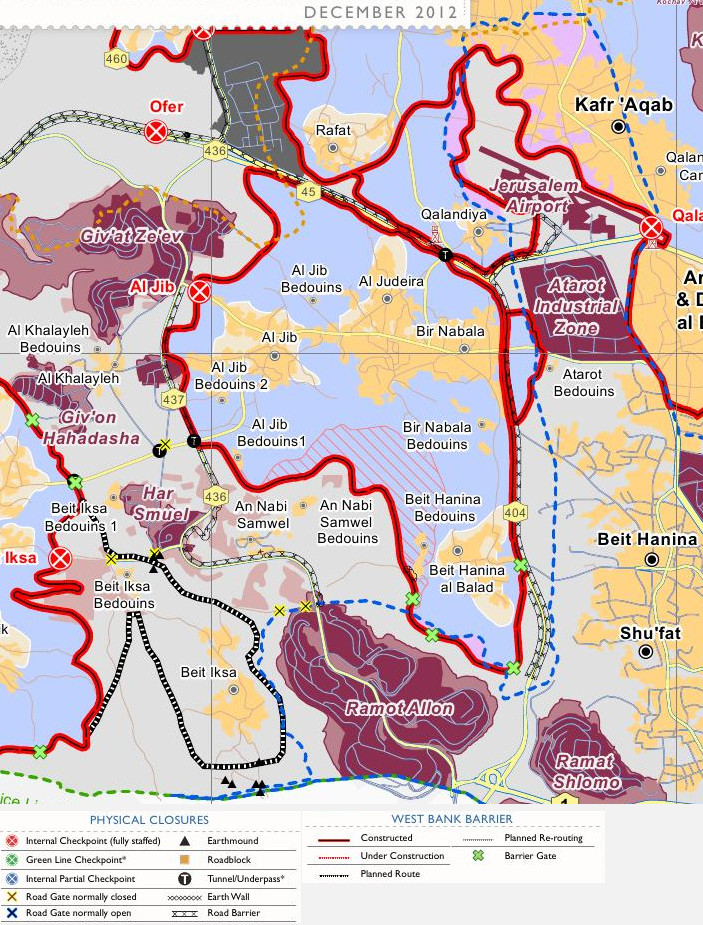
الجدار الإسرائيلي العازل في شمال القدس، وكما يظهر في الصورة فإنه يقسم بيت حنينا إلى قسمين.

صادرت سلطات الاحتلال معظم أراضيها بعد عام 1967م، وأقامت عليها مستعمرة عطروت عام 1970م من الناحية الشمالية، ومستعمرة نفي يعقوب عام 1973م من الناحية الشرقية، وأيضا مستعمرة راموت عام 1973م من الناحية الجنوبية الغربية. وقامت إسرائيل بتقسيمها إلى قسمين: قسم شرقي تابع لبلدية القدس الإسرائيلية وسميت بيت حنينا الجديدة، أما بيت حنينا التاريخية وقسمها الغربي فألحقت بمناطق الضفة الغربية وعند بناء جدار إسرائيل العازل في الضفة الغربية بقي هذا القسم خارج الجدار، وهي من الأراضي المتنازع عليها من بين الإسرائيليين والفلسطينيين.

## الآثار القديمة
في يونيو عام 2013م، اكتشفت هيئة الآثار الإسرائيلية طريقا رومانيّاً يبلغ من العمر 1800 عام في بيت حنينا. وكتبت صحيفة القدس بوست عن هذا الاكتشاف: "وفقا لهيئة الآثار، يبلغ عرض الطريق 8 أمتار، ويعود تاريخه إلى عهد الإمبراطورية الرومانية، ويمتد من يافا إلى القدس، وتم بناؤه بحجارة مسطحة كبيرة وأحجار كربونية لجعل الطريق سهلا للمشي. بعض الحجارة كانت مصقولة للغاية مما يشير إلى استخدام الطريق بكثرة.

## تاريخ البلدة
تعود بلدة بيت حنينا إلى الفترة الكنعانية. ويعتقد المؤرخ الفرنسي فيكتور جويرين أن بلدة بيت حنينا هي منقطة «عنانيا» التي وردت في التوراة (العهد القديم) والتي سكن فيها سبط بنيامين، وقد وافقه في ذلك الباحث الأمريكي إدوارد روبنسون، ولكن الباحث الأمريكي وليام فوكسويل أولبرايت عارضهما قائلاً أن «عنانيا» هي قرية العيزرية الواقعة في القدس الشرقية.
انضمت بيت حنينا إلى أراضي الخلافة الإسلامية عام 636 م بقيادة عمر بن الخطاب وذلك بعد انتصار المسلمين على البيزنطيين في معركة اليرموك، وفي القرون الأولى من الحكم الإسلامي لفلسطين هاجر عدد من العرب إلى بيت حنينا، وكان اقتصادها يقوم بالأساس على الزراعة وتحديداً زراعة الزيتون والتين والشعير والبرغل.
استولت الجيوش الصليبية عام 1099م على أراضي القدس ومن ضمنها بيت حنينا، وقتلت عدداً من السكان المسلمين وفرّ المعظم. وقد عادوا فيما بعد لزراعة بساتينهم وحقولهم، وتم طرد الصليبين واستعادة البلدة على يد صلاح الدين الأيوبي، ولضمان الأغلبية المسلمة وكذلك لحمايتها من الغزو الصليبي المتجدد، جلب صلاح الدين قبائل بدوية قوية من صحراء النقب والحجاز الشمالية للاستقرار في البلدة.

### في عهد الدولة العثمانية
انضمت بلدة بيت حنينا هي وكل أراضي فلسطين مع الإمبروطورية العثمانية عام 1517، وفي عام 1596 ظهرت قرية بيت حنينا في سجلات الضرائب العثمانية على أنها تتبع للواء القدس. وسكن فيها 28 أسرة مسلمة.
في عام 1838م عُرفت بيت حنينا بأنها قرية مسلمة تقع مباشرة في محيط القدس.
قدر فيكتور جورين الذي زار بيت حنينا في عام 1863م أنها تضم 300 مواطن، ووجد سوسين بأنه وطبقاً لوثيقة رسمية عثمانية أن عدد سكان القرية الرسمي من حوالي سنة 1870م هو 240 شخص وتحتوي 65 منزلاً، على الرغم من أن التعداد سكاني شمل الرجال فقط. أما المستشرق الألماني هارتمان فقد وجد عندما زار بيت حنينا أنها تحتوي على 79 منزلا.
في عام 1883م وصف صندوق استكشاف فلسطين في الضفة الغربية أن بيت حنينا قرية متوسطة الحجم مكونة من منازل حجرية قائمة على ارض صخرية جدا، تقع اعلى قمة الجبل بين الوديان، وأن القرية محاطة بشجر الزيتون، وتحتوي ينابيع على بعد مسافات قريبة من القرية إلى الغرب، كما ويوجد أيضا كروم العنب بالقرب من القرية.
في عام 1896م، قدر عدد السكان في بيت حنينا بحوالي 792 شخص.

### عهد الانتداب البريطاني
في تعداد سكان فلسطين عام 1922م الذي أجرته سلطات الانتداب البريطاني، قُدّر عدد سكان بيت حنينا بحوالي 996 شخص وكلهم من المسلمين. زاد عدد السكان في الإحصائية الثانية عام 1931م إلى حوالي 1226 ولازال كلهم من المسلمين أيضاً. وكانوا يعيشون في 317 منزلا.
في عام 1945م، قدّر عدد سكان بيت حنينا بحوالي 1590 وكلهم من المسلمين وكانوا يتواجدون على مساحة 14948 دونم من أرض بيت حنينا وذلك وفقاً لإحصائية رسمية للأراضي والسكان، منها 3072 دونم أراضي مزروعة وقابلة للري، وحوالي 4304 دونم كانت تستخدم لزراعة الحبوب، و219 دونم أرض مبنية.

### 1948-1967
خلال نكبة عام 1948م استولت القوات الأردنية على بيت حنينا جنبا إلى جنب مع بقية الضفة الغربية، وأصبحت جزءاً من الأردن حتى عام 1967م، وأثناء الحكم الأردني تم بناء طرق ومدارس جديدة. استثمر العديد من لاجئين المدينة في تطوير ضاحية حديثة عرفت باسم راس الطريق وتقع إلى الشرق على طول طريق القدس-رام الله.

### ما بعد عام 1967م
بعد حرب عام 1967م، احتلت إسرائيل مناطق من الضفة الغربية من ضمنها بيت حنينا وتم توسيع الحدود المحلية في القدس لتشمل القسم الشرقي من بيت حنينا والمعروفة الآن ببيت حنينا الجديدة وتم وضع الطابع الرسمي على تلك السياسة في عام 1980م ورسم الحدود.
في فترة ما بعد عام 1967م وفقا لإبراهيم مطر فإن "الهدف الأول للمخططين الإسرائيليين في رسم هذه الحدود الجديدة هو توسيع مساحة المنطقة مع تقليل عدد السكان الفلسطينين ليتم تضمينهم في القدس الشرقية، من خلال دراسة وفحص الخريطة، يمكن للباحث أن يحدد القرى الفلسطينية التي تم استبعادها من حدود القدس الشرقية ولكن بقيت أراضيها ضمن هذه الحدود. على سبيل المثال، في الغرب قرية بيت اكسا وبيت حنينا اعتبرت خارج الحدود على الخريطة بينما فعليا أراضيهم تقع في داخل الحدود.
بعد الانتفاضة الفلسطينية الثانية، بدأت إسرائيل ببناء الجدار الإسرائيلي العازل في كافة أنحاء الضفة الغربية، والذي بدوره أدى إلى فصل منطقة بيت حنينا عن الضفة الغربية. وفي بعض الأحيان كانت منطقة بيت حنينا مسرحاً لاشتباكات قوات الأمن الإسرائيلية مع الفصائل الفلسطينية.
في الثامن عشر من إبريل عام 2012، تعرّضت عائلة النتشة الفلسطينية للطرد من منزلين بقرار من المحكمة الإسرائيلية بحجة أن ملكية الأرض تعود لليهود حيث زعمت أن صندوق الأراضي الإسرائيلية قام بشراء الأراضي عام 1977 من اجل خطة بناء حي يهودي يتكون من 50 شقة تحت اسم نوف شموئيل، في حين ذكرت عائلة النتشة أن الوثائق المتعلقة بالأراضي قد تم تزويرها وأن العائلة تمتلك جزءاً من الأراضي منذ عام 1940م، لكن المحكمة الإسرائيلية رفضت هذا الإدعاء بحجة نقص الأدلة التي تثبت ذلك.
أدان الاتحاد الأوروبي الطرد الذي قامت به القوات الإسرائيلية، وعبّر عن قلقه بشأن مخطط بناء مستوطنة جديدة «في وسط هذا الحي الفلسطيني»، في السابع والعشرين من شهر إبريل عام 2012م. قام حوالي 150 ناشط فلسطيني وأجنبي بتنظيم وقفة احتجاجية والتي أدت فيما بعد إلى اشتباكات مع الشرطة الاسرائيلية.
في عام 2012م، تم إطلاق اسم أم كلثوم على شارع في بيت حنينا حيث تمت تسميته بهذا الاسم تيمنا بالمغنية العربية أم كلثوم.
منذ عام 2012م، سكن اليهود في منزلين في بيت حنينا.
ذكر الموقع الإسرائيلي «ينيتنيوز» في السابع والعشرين من شهر فبراير عام 2014م في بلاغ عن صحيفة القدس الفلسطينية ادعت فيه أن وزير الخارجية الأمريكية جون كيري عرض في أحد خطاباته مع الرئيس الفلسطيني محمود عباس أن يجعل بلدة بيت حنينا عاصمة لدولة فلسطين المستقبلية، ونقلا عن جريدة القدس، طالب كيري عباس بالاعتراف الرسمي بدولة إسرائيل كدولة يهودية. وعرض عليه أيضا ان يتم اعتماد الحي الموجود في بيت حنينا كعاصمة فلسطينية بدلاً من منطقة القدس الشرقية كاملة.

## التعليم والمؤسسات

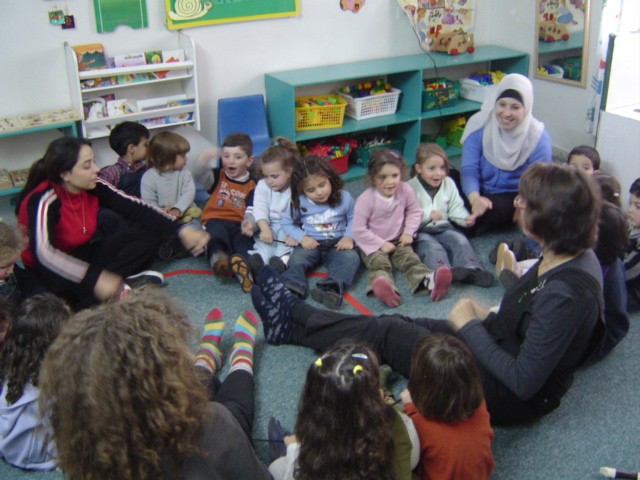
روضة في بيت حنينا.

يوجد في بيت حنينا العديد من المؤسسات والمراكز التربويّة، أهمها مدرسة روزري سيسترز، ومدرسة الفرير، ومدرسة القدس الدوليّة، ومدرسة هيلين كيلر للمكفوفين، ومدارس الايمان ومدارس أهل السنة والمدرسة النظامية، إضافة إلى مجموعة من المدارس التابعة لاسرائيل، ومدرستين صناعيّتين هما المدرسة اللوثريّة الصناعيّة، ومدرسة دار اليتيم العربي الصناعيّة (والتي أحاطت بِها مستوطنة عطاروت الصناعيّة). ويوجد فيها فرع لجامعة القدس. وتحتوي على عدد من المساجد يصل عددها إلى عشرة مساجد، منها مسجد عبد الحميد شومان ومسجد كلية الدعوة وأصول الدين ومسجد الهجرة ومسجد بدر. كما يوجد فيها ثلاث كنائس منها كنيسة القديس يعقوب التابعة للكنيسة الكاثوليكيّة، وكنيسة اللقاء التابعة لكنيسة الروم الكاثوليك.
وتحتوي بيت حنينا على عدد من المؤسسات الطبيّة، فقد تمّ إغلاق مُستشفى الدجاني للولادة (والذي يعود إلى سبعينيّات القرن الماضي) في أواخر عام 2014م بسبب ضائقة ماليّة. إضافة إلى ذلك، هناك العديد من المراكز الصحيّة التي تديرها مؤسسات الاحتلال الاسرائيلي.
من الأبنيّة التاريخيّة الموجودة في بلدة بيت حنينا، هناك على تلّ الفول يقبع قصر الملك حُسين، الذي باشرت المملكة الأردنية بناءه قُبيل حرب الأيّام الستة، ومازال المبنى في قيد الإتمام، ولم يتم إنجازه بعد.

## النقل
يعد شارع بيت حنينا الرئيسي -والذي كان سابقاً جزءاً من الطريق السريع 60 الإسرائيلي- الشارع الرئيسي للنقل في البلدة، وفي التسعينيات من القرن الماضي بُنِيَ شارع جديد في الجهة الشرقية من البلدة وهو عبارة عن طريق نقل مزدوج يحتوي على ثلاث ممرات في كل اتجاه، وذلك تخفيفاً لأزمة السير على طول الطريق، كما يوجد موقف لقطارات القدس الخفيفة في بيت حنينا.
بدأت إسرائيل في عام 2011م بإنشاء طريق يهدف إلى ربط أحياء القدس الشرقية بما فيها بيت حنينا بمركز القدس الغربية.

## شخصيات عاشت في بيت حنينا
يعد مؤسس البنك العربي عبد الحميد شومان من السكان الأصليين لبيت حنينا، حيث نشرت صحيفة نيويورك تايمز في عام 2005م تقريراً عن وفاة عبد الماجد شومان نجل عبد الحميد شومان وجاء في التقرير "السيد شومان كان من عائلة فلسطينية بارزة في بيت حنينا، وقد كان أباه مؤسس الفرع الأول للبنك العربي في القدس عام 1930م. حيث كان البنك رمزاً للطموح الفلسطيني ويمثل الرغبة في إنشاء مؤسسات مالية للأجيال القادمة" مُشيراً إلى أقاويل لورنس جوفي " شومان قد أنقذ الأردن من أزمة مالية عندما أطلق مدخرات وأموال لدعم الدينار الأردني الذي واجه الانهيار بعد موت الملك حسين في عام 2000م.
كما أوعز مُصور الكاركتير ديليسل إلى إقامته في بيت حنينا في القدس في الفترة (2008م – 2009م). وكذلك عاش رئيس الوزراء الفلسطيني السابق سلام فياض أيضاً في بيت حنينا.
- شيرين أبو عاقلة صحافيّة فلسطينيّة، عملت مراسلةً إخباريّة لشبكة الجزيرة الإعلاميّة بين عامي 1997 و2022 قبل اغتيالها و كانت تسكن في منعطف يعرف مقدسياً ب "دخلة جنة عدن".[37]

## القضايا البيئية
يعاني سكان بلدة بيت حنينا والقدس الشرقية من شح المصادر المائية مقارنة بالأجزاء الأخرى من القدس وفلسطين، وفي بعض الأحيان يتم تزويد المنازل بالمياه فقط كل يومين بالأسبوع، إن هذا النقص يؤثر سلباً على الحياة الاقتصادية والأنشطة اليومية لكثير من السكان، ويتوقع أن تزداد المشكلة مستقبلاً في ظل تزايد عدد السكان وشح مصادر المياه.